# Calephelis perditalis
Calephelis perditalis is een vlindersoort uit de familie van de prachtvlinders (Riodinidae), onderfamilie Riodininae.
Calephelis perditalis werd in 1918 beschreven door Barnes & McDunnough.